# Flourball
La Flourball est une variété traditionnelle de pomme de terre d'origine britannique.
Elle fut découverte en 1895 par Miss L. King à Mountmellick, comté de Laois (Irlande) et commercialisée en Angleterre par Sutton and Sons à Reading.
La plante de taille moyenne, au port dressé, a une floraison assez fréquente, avec des fleurs blanches assez grandes. Sa maturité est moyenne.
Les tubercules arrondis, assez gros, ont la peau rose-rouge, lisse, et la chair blanc crème, avec l'anneau vasculaire parfois teinté de rose. Les yeux sont moyennement enfoncés.
C'est une pomme de terre se tenant assez bien à la cuisson, adaptée pour la préparation de pommes rissolées et de pommes vapeur.
Cette variété traditionnelle a été inscrite en 2012, pour une durée de dix ans, comme « variété de conservation » au catalogue officiel français (liste C) sous le nom de 'Fleur de Pêcher'. Sa maintenance en sélection conservative est assurée par la Fédération nationale des producteurs de plants de pommes de terre.